# Calamariinae
Sous-famille
Synonymes
- Calamariidae Bonaparte, 1838

Les Calamariinae sont une sous-famille de serpents de la famille des Colubridae.

## Répartition
Les espèces de ce genre se rencontrent en Asie.

## Liste des genres
Selon The Reptile Database (9 avril 2013) :
- Calamaria Boie, 1827
- Calamorhabdium Boettger, 1898
- Collorhabdium Smedley, 1932
- Etheridgeum Wallach, 1988
- Macrocalamus Günther, 1864
- Pseudorabdion Jan, 1862
- Rabdion Duméril, 1853

## Publication originale
- Bonaparte, 1838 : Synopsis vertebratorum systematis. Amphibiorum Tabula Analytica. Nuovi Annali delle Scienze Naturali, Bologna, vol. 1, p. 391-397 (texte intégral).